# Kirche von Sønderhå

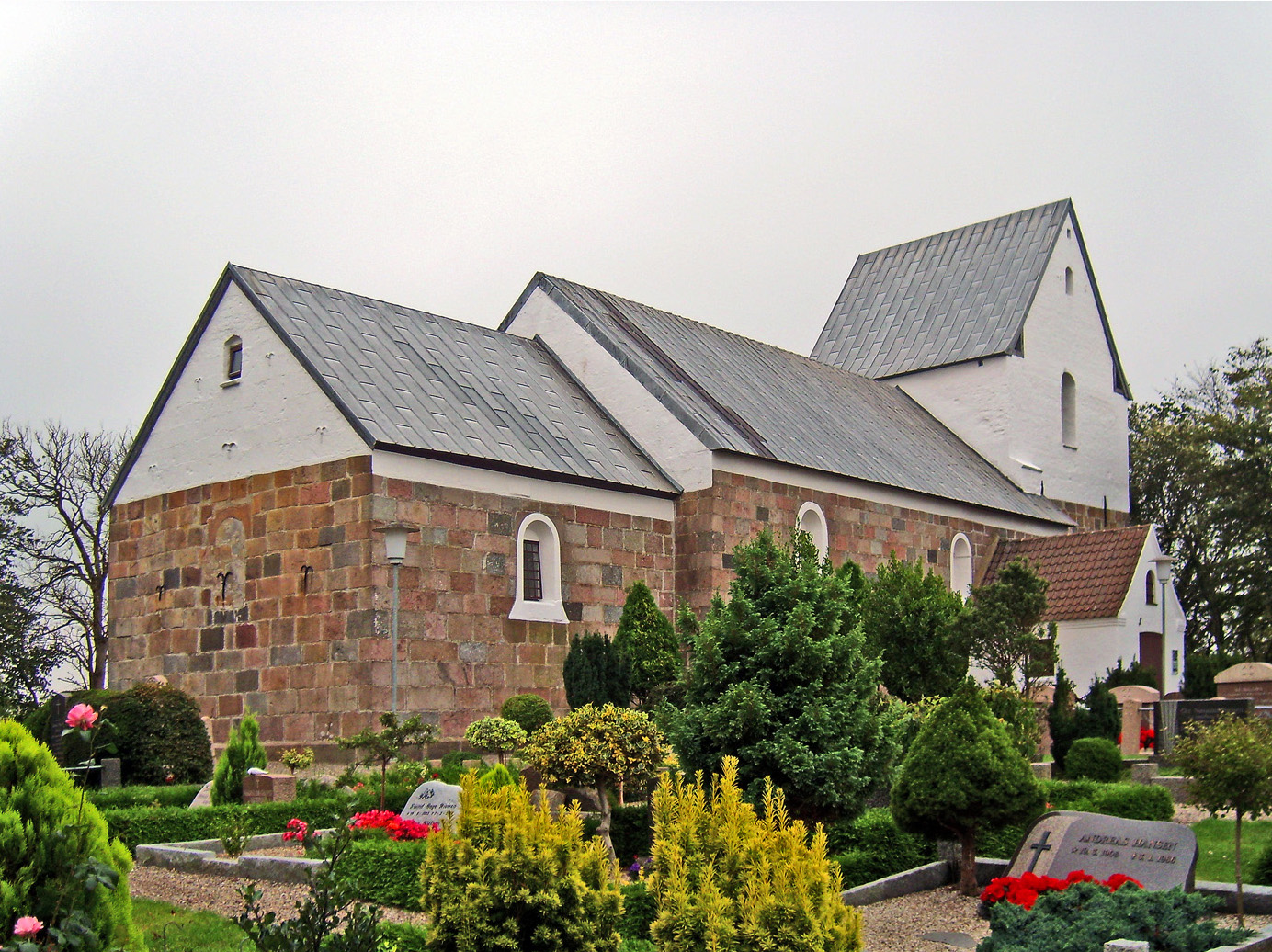
Feldsteinkirche von Sønderhå, Ansicht von Nordosten

Die mittelalterliche evangelisch-lutherische Kirche von Sønderhå liegt im Hassing Herred, südwestlich von Thisted in Thy in Nordjütland in Dänemark.
Die aus Granitquadern errichtete Sønderhå Kirche ist in romanischem Stil erbaut, mit einem spätmittelalterlichen Turm von etwa 1500 und einer Vorhalle aus dem 19. Jahrhundert an der Nordseite. Der Turm hatte vermutlich einen romanischen Vorgänger, da der untere Teil aus Quadersteinen besteht, der obere Teil dagegen aus gelben Ziegeln errichtet wurde. Der Turm hat „falsche“ Giebel. Ihre Fronten zeigen zur Nord- und Süd- statt zur Ost- und Westseite. An der Südseite des Chores befindet sich ein (zugemauertes, weiß getünchtes) Lepra-Fenster.
Der Flügelaltar und Kanzel stammen etwa aus dem Jahre 1590, mit Gemälden von 1708. Das romanische Granittaufbecken mit einer aus Süddeutschland stammenden Schale und Habsburger Wappen ist von 1575. Im Jahre 1711 wurde die Kanzel von Thøger Thrane geschmückt.
An der Kirche finden sich vier, und damit die meisten Schachbrettsteine an einer Kirche in Jütland:
- an der Südseite des Turmes, unterhalb des getünchten Teiles
- an der Südseite des Schiffes, zwischen den beiden Fenstern,
- an der Nordseite des Schiffes links neben der Vorhalle
- an der Nordseite des Schiffes rechts der Vorhalle